# 30cm NbW 42
30cmネーベルヴェルファー42（30cm NbW 42）とは、第二次世界大戦中にドイツで使用された多連装ロケット発射器である。
本発射器はドイツの砲兵部隊「ネーベルトルッペン」で使用された。このドイツ軍部隊はアメリカ陸軍の化学部隊に相当するものだった。化学部隊は毒ガス戦や発煙兵器に対応するだけのものだったが、戦争中、ネーベルトルッペンはこうしたものの代わりに高性能爆薬を投射することとなった。「ネーベルヴェルファー」の名称は煙幕弾発射器と訳せる。この部隊は1943年から1945年にかけ、ノルウェーと北アフリカ戦線を除く全ての戦場で戦闘参加した。

## 構造
30cm NbW 42は6門の発射管を持つロケット発射器で、2個の車輪を持つ砲架に搭載されていた。この発射器は、開放式の金属製発射フレームを交換することで、28/32cmネーベルヴェルファー41発射器と換装を行った。
本発射器の「30cmヴルフケルパー42シュプレング」ロケット弾は旋動によって安定を得る弾薬で、電気発火によって撃ち出された。これらの兵器はよく目立つ発射煙と飛翔の跡を残し、多量の埃を巻き上げた。このため砲兵員は発射前に遮蔽物を探さなくてはならなかった。これは、彼らが自らの位置を容易に暴露し、対砲兵射撃を避けるために速やかに移動しなければならない事を意味していた。
発射器に装填されたロケット弾は1回に1発が撃ち出され、一定時間内にこの射撃を繰り返した。しかしこの発射器はロケットを単発射撃する能力は持たなかった。
同じロケットは30cmラケーテンヴェルファー56発射器にも用いられた。

## 編成と運用
30cm NbW 42は、6基の本発射器を保有する砲兵中隊で組織され、1個大隊あたり3個中隊が編成された。これらの砲兵大隊は独立発射器連隊または旅団に集結させられた。1943年から1945年にかけ、この部隊は東部戦線、イタリア戦線、フランスおよびドイツ防衛戦に参加した。